# رود هاميلتون
رود هاميلتون (بالإنجليزية: Rod Hamilton)‏ هو سياسي أمريكي، ولد في 25 مارس 1968 بهمبولدت في الولايات المتحدة. حزبياً، نشط في الحزب الجمهوري. وقد انتخب عضو مجلس نواب مينيسوتا.